# Test Breusch-Godfrey
En estadística, el Test Breusch-Godfrey es usado como medio para validar algunos de los supuestos aplicados a los modelos de regresión de series de datos. En particular, es un tests para detectar la presencia de dependencia serial que no ha sido considerada dentro del modelo propuesto y en el cual, si se presenta, llevará a conclusiones incorrectas, o los parámetros estimados serán subóptimos si esto no se toma en cuenta. Los modelos de regresión que pueden ser testeados incluyen algunos rezagos en sus variables dependientes y son usados como variables independientes en la representación del modelo para las últimas observaciones. Este tipo de estructura es común en los modelos econométricos.
Un nombre alternativo para este test es Test del multiplicador de Lagrange de correlación serial de Breusch–Godfrey, lo cual indica que este test es equivalente a uno basado en la idea del Test de multiplicador de Lagrange.
El nombre del test es en honor a Trevor S. Breusch y Leslie G. Godfrey.

## Lógica
El test de correlación serial de Breusch–Godfrey LM es un test de autocorrelación en los errores y residuos estadísticos en un modelo de regresión. Hace uso de los errores generados en el modelo de regresión y un test de hipótesis derivado de éste. La hipótesis nula es que no exista correlación serial de cualquier orden sobre p.
El test es más general que el del estadístico de Durbin-Watson (o estadístico h de Durbin), el cual es solo válido para regresores no-estocásticos y para testear la posibilidad de un modelo autoregresivo de primer orden (e.g. AR(1)) para los errores de regresión. El test BG no tiene estas restricciones, y es estadísticamente más poderoso que el estadístico h de Durbin.

## Procedimiento
Considerar una regresión lineal de cualquier forma, por ejemplo:
{\displaystyle Y_{t}=\alpha _{0}+\alpha _{1}X_{t,1}+\alpha _{2}X_{t,2}+u_{t}\,}
donde los residuos puede seguir un esquema autoregresivo AR(p) , como sigue:
{\displaystyle u_{t}=\rho _{1}u_{t-1}+\rho _{2}u_{t-2}+\cdots +\rho _{p}u_{t-p}+\varepsilon _{t}.\,}
El modelo de regresión simple es ajustado primero por Mínimos Cuadrados Ordinarios para obtener los residuos muestrales {\displaystyle {\hat {u}}_{t}}.
Breusch y Godfrey dicen que, si la siguiente regresión auxiliar es ajustada:
{\displaystyle {\hat {u}}_{t}=\alpha _{0}+\alpha _{1}X_{t,1}+\alpha _{2}X_{t,2}+\rho _{1}{\hat {u}}_{t-1}+\rho _{2}{\hat {u}}_{t-2}+\cdots +\rho _{p}{\hat {u}}_{t-p}+\varepsilon _{t}\,}
y si el {\displaystyle R^{2}} es calculado para este modelo, entonces la siguiente distribución asintótica puede ser usada para la distribución de este test estadístico:
{\displaystyle nR^{2}\,\sim \,\chi _{p}^{2},\,}
Cuando la hipótesis nula {\displaystyle {H_{0}:\lbrace \rho _{i}=0{\text{ for all }}i\rbrace }}, entonces se cumple (que es, no existe correlación serial de cualquier orden sobre  p). Aquí n es el número de data-points disponibles en la segunda regresión, que para {\displaystyle {\hat {u}}_{t}},
{\displaystyle n=T-p,\,}
donde T es el número de observaciones en la serie original. Nótese que el valor de n depende del número de rezagos del término  error (p).

## Software
En R, este test se produce con la función bgtest, disponible en package lmtest.
En Stata el test se produce con la función estat bgodfrey, lag (x).